# Epicykloid

En epicykloid

En epicykloid kan konstrueras genom att man ritar av vägen från en bestämd punkt P, som sitter på kanten av en cirkel med radie b, då man låter cirkeln rulla (en så kallad epicykel), utan att glida, på en annan, stillastående, cirkel med radie a. En epicykloid är alltså en epitrochoid med h=b (h är sträckan mellan punkten P och den yttre cirkelns centrum).
Parameterekvationerna för en epicykloid är:

{\displaystyle x=(a+b)\cdot \cos(t)-b\cdot \cos \left({\frac {a+b}{b}}\cdot t\right)}

{\displaystyle y=(a+b)\cdot \sin(t)-b\cdot \sin \left({\frac {a+b}{b}}\cdot t\right)}

## Historia
Den grekiske matematikern Hipparchos (140 f.Kr.) var först med att beskriva epicykloiden, vilken han använde i sina astronomiska teorier och skapade en modell för månens rörelse. Denna modell utvecklades senare av den grekiske astronomen Klaudios Ptolemaios (ca 130 e.Kr.) för att beskriva rörelserna hos solen, månen och planeterna, genom att kombinera olika epicykler. Denna modell övergavs inte förrän Nicolaus Copernicus (1514) lade fram teorin om att det är solen, och inte jorden, som är universums medelpunkt.
Epicykloidisiska kugghjul, eller så kallade planetväxlar, användes tidigast i den så kallade Antikytheramekanismen. Det är ett nyligen upptäckt antikt grekiskt urverk, som använder sig av planetväxlar för att illustrera himlakropparnas rörelser efter den geocentriska världsbilden. Den är daterad till 87 f.Kr.
De första spåren av planetväxlar på senare tid är dock av en fransk ingenjör, Gérard Desargues (1640). Han använde dem i ett projekt att höja vattennivån i floden Seine, nära Paris, för att lättare kunna pumpa in vatten i staden. Däremot är den som anses ha uppfunnit planetväxlarna den franska matematikern Philippe de la Hire (1694), som var en student till Desargues.

## Parametrisering

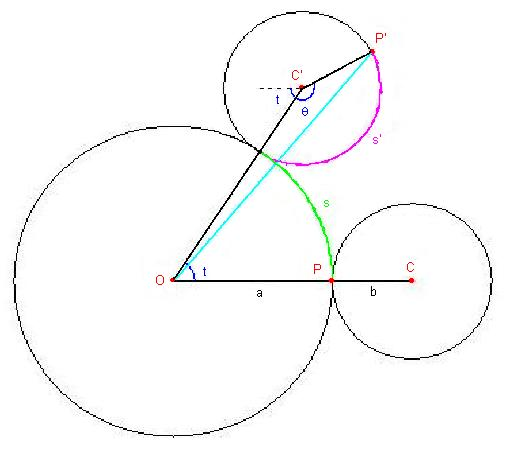
Epicycloid

Punkt P rör sig runt en cirkel med radie b (cirkel B). Parameterekvationerna för en cirkel är:

{\displaystyle x=b\cdot \cos(\theta )}

{\displaystyle y=b\cdot \sin(\theta )}

När cirkel B roterar moturs runt en annan cirkel med radie a (cirkel A), får punkten P sin förflyttning av både vinkeln θ och vinkeln t. Då fås:

{\displaystyle x=b\cdot \cos(\theta +t)}

{\displaystyle y=b\cdot \sin(\theta +t)}

Eftersom cirkel B rullar utan någon glidning på cirkel A, måste båglängderna s och s ' vara lika. Då kan θ uttryckas som en funktion av t:

{\displaystyle {\begin{cases}s=a\cdot t\\s'=b\cdot \theta \\s=s'\end{cases}}\Rightarrow a\cdot t=b\cdot \theta \Leftrightarrow \theta ={\frac {a}{b}}\cdot t}

Substitution av θ ger:

{\displaystyle x=b\cdot \cos \left({\frac {a+b}{b}}\cdot t\right)}

{\displaystyle y=b\cdot \sin \left({\frac {a+b}{b}}\cdot t\right)}

Centrum C av cirkel B rör sig runt cirkel A, och bildar då en cirkel med radie a+b:

{\displaystyle x=(a+b)\cdot \cos(t)}

{\displaystyle y=(a+b)\cdot \sin(t)}

Utifrån figuren fås att vektorn OP är samma som vektorn CP subtraherad från vektorn OC:

{\displaystyle {\begin{cases}OP=OC-CP\\OC=\langle (a+b)\cdot \cos(t),(a+b)\cdot \sin(t)\rangle \\CP=\langle b\cdot \cos \left({\frac {a+b}{b}}\cdot t\right),b\cdot \sin \left({\frac {a+b}{b}}\cdot t\right)\rangle \end{cases}}}

{\displaystyle \Rightarrow OP=\langle (a+b)\cdot \cos(t)-b\cdot \cos \left({\frac {a+b}{b}}\cdot t\right),(a+b)\cdot \sin(t)-b\cdot \sin \left({\frac {a+b}{b}}\cdot t\right)\rangle }

Parameterekvationerna för kurvan är därmed:

{\displaystyle x=(a+b)\cdot \cos(t)-b\cdot \cos \left({\frac {a+b}{b}}\cdot t\right)}

{\displaystyle y=(a+b)\cdot \sin(t)-b\cdot \sin \left({\frac {a+b}{b}}\cdot t\right)}

## Specialfall
Om man sätter {\displaystyle b={\frac {a}{n}}} får man n antal vändpunkter, eftersom punkten P då kommer att ha roterat n antal varv när den kommer tillbaka till sin startpunkt. 
En epicykloid med en vändpunkt kallas för cardioid, med två vändpunkter kallas för nephroid och med fem vändpunkter kallas för ranunculoid.

Exempel på Epicykloider
n = 1, cardioid
n = 2, nephroid
n = 3
n = 4
n = 2.1 = 21/10
n = 3.8 = 19/5
n = 5.5 = 11/2
n = 7.2 = 36/5